# Yura (tàu tuần dương Nhật)
Yura (tiếng Nhật: 由良) là một tàu tuần dương hạng nhẹ thuộc lớp Nagara của Hải quân Đế quốc Nhật Bản. Tên của nó được đặt theo sông Yura gần Kyoto của Nhật Bản. Nó từng được sử dụng rộng rãi trong Chiến tranh Thế giới thứ hai, và đã tự đánh đắm ngày 25 tháng 10 năm 1942 sau khi bị máy bay Không lực Mỹ đánh trúng ngoài khơi đảo Savo thuộc quần đảo Solomon.

## Thiết kế và chế tạo
Yura là chiếc thứ ba được hoàn tất trong lớp tàu tuần dương hạng nhẹ Nagara, và giống như những chiếc cùng lớp, nó được dự định sử dụng như soái hạm của hải đội tàu khu trục.
Yura được đặt lườn tại xưởng hải quân Sasebo vào ngày 21 tháng 5 năm 1921. Nó được hạ thủy vào ngày 15 tháng 2 năm 1922 và đưa vào hoạt động ngày 20 tháng 3 năm 1923.

## Lịch sử hoạt động

### Các hoạt động ban đầu
Năm 1930, Yura hoạt động như một nền tảng thử nghiệm máy phóng máy bay trang bị phía trước cầu tàu, và đến những năm 1933- 1934 nó được trang bị một bệ xoay phóng máy bay ở giữa tàu cũng như một cột ăn-ten chính mới nhằm hỗ trợ cho sàn phóng máy bay. Trong thời gian xảy ra sự kiện Mãn Châu, Yura được bố trí đến Thượng Hải thuộc Trung Quốc vào đầu năm 1932, và một lần nữa trong những năm 1937 – 1939, để hỗ trợ cho các cuộc đổ bộ lực lượng Nhật Bản tại miền Trung và Nam Trung Quốc.

### Giai đoạn mở đầu của chiến tranh Thái Bình Dương
Vào ngày 1 tháng 9 năm 1941, Yura trở thành soái hạm của Hải đội Tàu ngầm 5 dưới quyền chỉ huy của Chuẩn Đô đốc Daigo Tadashige và được phân về lực lượng Khu vực Phương Nam đặt căn cứ tại Hải Nam. Vào lúc xảy ra cuộc Tấn công Trân Châu Cảng, Yura hỗ trợ cho đợt đầu tiên của cuộc tấn công chiếm đóng Malaya xuất phát từ phía Nam mũi Cà Mau tại Đông Dương thuộc Pháp.
Vào ngày 9 tháng 12 năm 1941, Yura và hải đội của nó được lệnh săn đuổi và đánh chìm Lực lượng Z của Hải quân Hoàng gia Anh bao gồm thiết giáp hạm HMS Prince of Wales, tàu chiến-tuần dương HMS Repulse và các tàu khu trục hộ tống). Mặc dù Yura nhận được tin tức từ tàu ngầm I-65 về việc phát hiện các tàu chiến Anh, việc thu sóng vô tuyến quá kém khiến cho nội dung bức điện không rõ ràng, và hạm đội Anh chỉ bị lấn áp và đánh chìm bởi những máy bay ném bom-ngư lôi thuộc Không đoàn 22 đặt căn cứ tại Đông Dương trước khi Yura và các tàu ngầm của nó có thể tác chiến.
Sau đó Yura được phân công tham gia cuộc xâm chiếm Sarawak từ ngày 13 đến ngày 26 tháng 12 năm 1941, hỗ trợ cho các cuộc đổ bộ lên Brunei, Miri, Seria, Lutong và Kuching. Lực lượng 2.500 người thuộc "Đơn vị Kawaguchi" và Lực lượng Đổ bộ Đặc biệt Hải quân Số 2 Yokosuka nhanh chóng chiếm được sân bay Miri cùng các giếng dầu. Sau khi chiến dịch hoàn tất, Yura quay trở về căn cứ của nó tại vịnh Cam Ranh thuộc Đông Dương vào cuối năm.
Vào tháng 2 năm 1942, Yura được phân về Lực lượng Phương Nam thuộc Hạm đội 3 Nhật Bản của Phó Đô đốc Ibo Takahashi và hỗ trợ cho cuộc chiếm đóng Sumatra, cũng như bảo vệ cho các cuộc đổ bộ lực lượng Nhật lên Palembang, đảo Banka, vịnh Bantam và Merak trên đảo Java.
Vào ngày 1 tháng 3 năm 1942, khi ở gần Euretan Wetan, tàu ngầm Hà Lan K-XIV trông thấy Yura và đã tấn công bằng ngư lôi từ khoảng cách 2.500 – 3.000 m, nhưng tất cả đều trượt hoặc tịt ngòi. Phía Nhật phản công bằng sáu đợt tấn công với khaỏng 25 mìn sâu, nhưng K-XIV thoát được rút lui ngang qua eo biển Sunda về Colombo thuộc Ceylon. Ngày 4 tháng 3, Yura cứu thoát thủy thủ đoàn của chiếc tàu chở dầu Erimo vốn bị tàu ngầm USS S-39 đánh chìm. Ngày 6 tháng 3, Yura được phân về Đơn vị Hộ tống Số 1 và tiếp tục hỗ trợ cho việc đổ bộ lực lượng lên Sumatra và quần đảo Andaman cho đến hết tháng.

### Không kích Ấn Độ Dương
Vào tháng 4, Yura được phân công tham gia cuộc không kích Ấn Độ Dương tiến hành bởi Hạm đội Viễn chinh 2 dưới quyền chỉ huy của Phó Đô đốc Jisaburo Ozawa. Yura được tháp tùng bởi các tàu khu trục Ayanami, Yūgiri, Asagiri và Shiokaze, đã rời Mergui di chuyển vào vịnh Bengal cùng các tàu tuần dương Chōkai, Suzuya, Kumano, Mikuma và Mogami cùng tàu sân bay hạng nhẹ Ryūjō để tấn công các tàu buôn.
Ngày 6 tháng 4 năm 1942, ở vị trí 22,5 km (14 dặm) về phía Đông Kalingapatam trong vịnh Bengal, Yura và Yugiri đã đánh chìm chiếc tàu buôn Hà Lan Batavia đang trên đường từ Calcutta đến Karachi. Yura và Yūgiri còn đánh chìm chiếc tàu Hà Lan Banjoewangi và tàu hơi nước Anh Taksang. Đến cuối tháng 4, Yura quay trở về xưởng hải quân Sasebo để được tái trang bị.

### Trận Midway
Ngày 10 tháng 5 năm 1942, Yura trở thành soái hạm của Hải đội Khu trục 4 dưới quyền chỉ huy của Chuẩn Đô đốc Shoji Nishimura. Trong trận Midway, Yura nằm trong thành phần Hạm đội 2 của Phó Đô đốc Nobutake Kondo, thuộc Lực lượng Tấn công với bảy tàu khu trục thuộc các Hải đội Khu trục 2 và 9 và Chuẩn Đô đốc Tamotsu Takama chỉ huy Hải đội Khu trục 4. Yura đã không tham gia tác chiến trong trận Midway.

### Chiến dịch quần đảo Solomon
Ngày 7 tháng 8 năm 1942, lực lượng Mỹ bắt đầu "Chiến dịch Watchtower" để tái chiếm Guadalcanal và quần đảo Solomon. Yura được gửi đến Truk cùng với hạm đội 2 của Phó Đô đốc Kondo để bắt đầui các hoạt động tăng cường, và đã tham gia vào Trận Đông Solomons vào ngày 24 tháng 8 năm 1942. Mặc dù chiếc tàu sân bay hạng nhẹ Ryujo bị đánh chìm và chiếc tàu chở thủy phi cơ Chitose bị hư hại, Yura thoát được mà không bị hư hại, và quay về đến Truk vào ngày 5 tháng 9 năm 1942.
Trong thời gian còn lại của tháng 9, Yura tuần tra giữa Truk, Guadalcanal và quần đảo Shortland. Ngày 25 tháng 9 năm 1942, trong khi đang ở tại Shortland, nó bị hai máy bay ném bom Boeing B-17 Flying Fortress thuộc Liên đội Ném bom 11 của Không lực Mỹ đặt căn cứ tại Espiritu Santo tấn công, và bị hư hại nhẹ bởi một quả bom nhỏ.
Ngày 11 tháng 10 năm 1942, tàu ngầm Mỹ Sculpin báo cáo đánh trúng Yura ở phía trước cầu tàu gây hư hại nhẹ, nhưng các phân tích sau chiến tranh không thể xác nhận cuộc tấn công này, và Yura rõ ràng không bị hư hại vào ngày hôm đó.
Ngày 12 tháng 10 năm 1942, Yura khởi hành từ Shortland để hộ tống các tàu chở thủy phi cơ Nisshin và Chitose quay trở về sau một chuyến đi vận chuyển từ Guadalcanal; và vào ngày 14 tháng 10 năm 1942, Yura hỗ trợ cho việc đổ bộ lực lượng 1.100 người lên mũi Esperance thuộc Guadalcanal. Một chuyến đi vận chuyển binh lính "Tốc hành Tokyo" khác đến Guadalcanal được thực hiện vào ngày 17 tháng 10 năm 1942 đã đưa 2.100 binh lính, pháo dã chiến và vũ khí chống tăng ra được mặt trận.
Ngày 18 tháng 10 năm 1942, trên đường quay lại Shortland, Yura bị tàu ngầm Grampus tấn công ngoài khơi đảo Choiseul. Grampus đã bắn bốn quả ngư lôi Mark 14 nhắm vào Yura. Một quả đã đánh trúng nhưng không phát nổ, và Yura rời khu vực với một vết lỏm bên mạn trái.
Ngày 24 tháng 10 năm 1942, Yura rời Shortland để tiến hành bắn phá Guadalcanal cùng Đơn vị Tấn công Số 2 bao gồm soái hạm của Chuẩn Đô đốc Takama là tàu khu trục Akizuki cùng các tàu khu trục Harusame, Murasame và Yudachi.
Ở lối vào phía Bắc của eo biển Indispensable ngoài khơi Guadalcanal, vào ngày 25 tháng 10 năm 1942 (một ngày trước Trận chiến quần đảo Santa Cruz), Yura dẫn đầu một đội tấn công gồm các tàu khu trục ngoài khơi đảo Santa Isabel thuộc quần đảo Solomons, và bị tấn công bởi năm chiếc máy bay ném bom bổ nhào SBD Dauntless thuộc Phi đội VS-71, và Yura bị trúng hai quả bom phía sau tàu gần phòng động cơ, khiến nó bị ngập nước và nghiêng về phía đuôi. Khi nhận được báo cáo về cuộc tấn công, Phó Đô đốc Mikawa của Hạm đội 8 ra lệnh hủy bỏ nhiệm vụ bắn phá của Chuẩn Đô đốc Takama, và cho Đơn vị Tấn công Số 2 quay trở lại Shortland. Trên đường rút lui, Yura bị tấn công một lần nữa bởi ba chiếc P-39 Airacobra của Không lực Mỹ và bốn chiếc SBD của Thủy quân Lục chiến, nhưng các đợt tấn công này không gây thêm thiệt hại nào khác cho nó. Thuyền trưởng Sato dự định cho mắc cạn chiếc Yura nhưng nó lại bị tấn công một lần nữa bởi bốn chiếc SBD, ba chiếc F4F Wildcat và bốn chiếc P-39. Không lâu sau đó Yura bị sáu máy bay ném bom B-17 Flying Fortress của Không lực Mỹ xuất phát từ Espiritu Santo tấn công. Những đợt tấn công này làm bùng phát trở lại các đám cháy trên chiếc Yura.
Lúc 18 giờ 30 phút, sau khi thủy thủ đoàn đã rời tàu, các tàu khu trục Harusame và Yudachi đã phóng ngư lôi vào Yura. Nó bị vỡ làm đôi và phần mũi chìm xuống biển. Đến 19 giờ 00, phần đuôi của nó bị đánh chìm ngoài khơi đảo Savo bởi hải pháo của Yudachi ở tọa độ 08°15′N 159°07′Đ / 8,25°N 159,117°Đ.
Yura được rút khỏi danh sách Đăng bạ Hải quân vào ngày 20 tháng 11 năm 1942.

## Danh sách thuyền trưởng
- Masaharu Ozoegawa (sĩ quan trang bị trưởng): 16 tháng 2 năm 1922 - 20 tháng 3 năm 1923
- Masaharu Ozoegawa: 20 tháng 3 năm 1923 - 1 tháng 12 năm 1923
- Kiyoshi Ishikawa: 1 tháng 12 năm 1923 - 1 tháng 11 năm 1924
- Shikai Nakahara: 1 tháng 11 năm 1924 - 2 tháng 7 năm 1925
- Nobujiro Shigeoka: 2 tháng 7 năm 1925 - 25 tháng 8 năm 1925
- Wasuke Komaki: 25 tháng 8 năm 1925 - 1 tháng 11 năm 1926
- Soemu Toyoda: 1 tháng 11 năm 1926 - 15 tháng 11 năm 1927
- Takenori Ikeda: 15 tháng 11 năm 1927 - 10 tháng 12 năm 1928
- Tomisaburo Otagaki: 10 tháng 12 năm 1928 - 1 tháng 11 năm 1929
- Senzo Wada: 1 tháng 11 năm 1929 - 1 tháng 12 năm 1930
- Jiro Ogura: 1 tháng 12 năm 1930 - 1 tháng 12 năm 1931
- Umataro Tanimoto: 1 tháng 12 năm 1931 - 1 tháng 12 năm 1932
- Kiichi Tomita: 1 tháng 12 năm 1932 - 15 tháng 6 năm 1933
- Rokuzo Sugiyama: 15 tháng 6 năm 1933 - 5 tháng 11 năm 1933
- Atsushi Kasuga: 5 tháng 11 năm 1933 - 1 tháng 11 năm 1934
- Seisaku Wakabayashi: 1 tháng 11 năm 1934 - 25 tháng 10 năm 1935
- Saichiro Tomonari: 25 tháng 10 năm 1935 - 1 tháng 12 năm 1937
- Sakae Tokunaga: 1 tháng 12 năm 1937 - 15 tháng 11 năm 1938
- Hisashi Ichioka: 15 tháng 11 năm 1938 - 1 tháng 11 năm 1939
- Jisaku Uozumi: 1 tháng 11 năm 1939 - 1 tháng 9 năm 1941
- Teruhiko Miyoshi: 1 tháng 9 năm 1941 - 20 tháng 4 năm 1942
- Shiro Sato: 20 tháng 4 năm 1942 - 25 tháng 10 năm 1942